# Tiendeweg (Gouda)

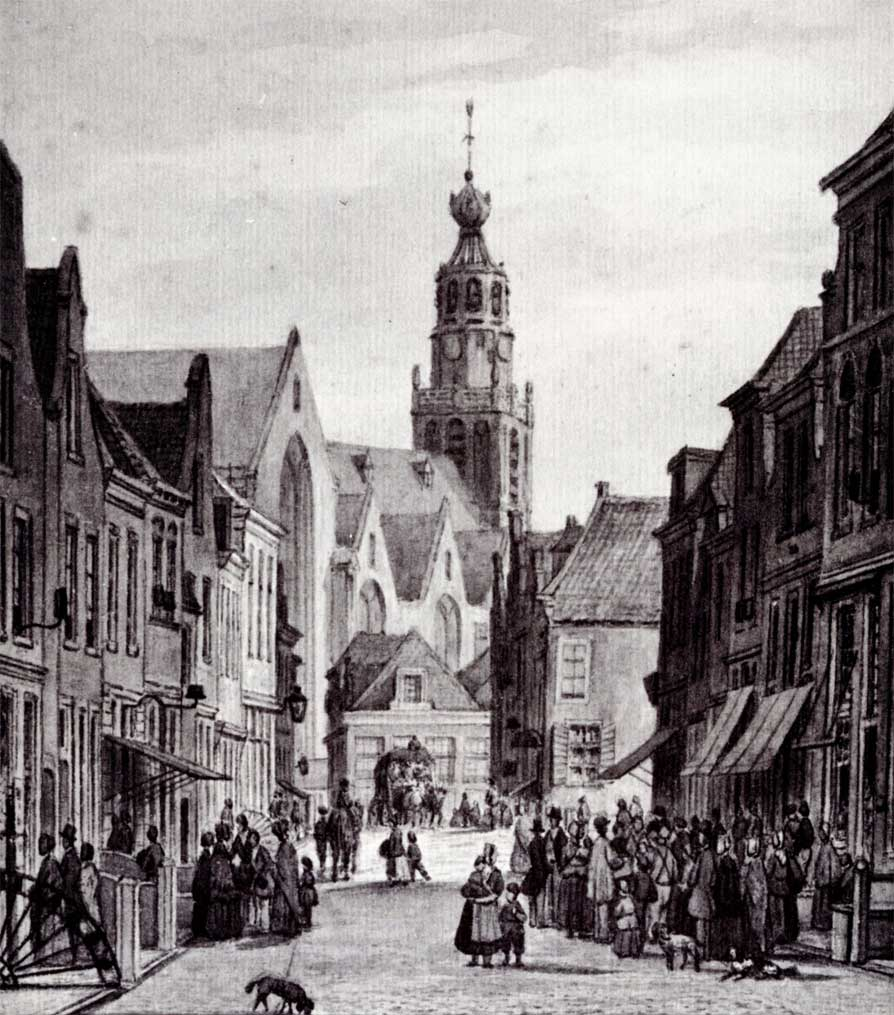
De Lange Tiendeweg te Gouda (ca. 1850) door Dirk Johannes van Vreumingen

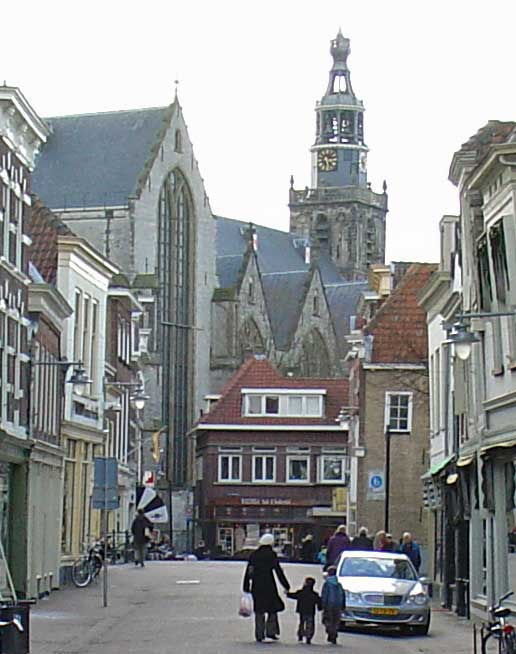
De Lange Tiendeweg - februari 2008

De Tiendeweg is een hoofd- en winkelstraat in de binnenstad van Gouda, in de Nederlandse provincie Zuid-Holland.
De Tiendeweg is een van de oudste straten van Gouda en was oorspronkelijk het verlengde van de oude verbindingsweg tussen Gouda en Utrecht, ook wel de Haastrechtse Tiendweg genoemd. Al in 1363 wordt de naam Thiendeweg in Gouda genoemd. De straat liep vanaf de Tiendewegspoort tot de St. Janskerk, later is haaks op deze straat een verbinding gecreëerd met de Markt. Het oorspronkelijk deel kreeg de naam "Lange Tiendeweg" en het nieuwere deel werd "Korte Tiendeweg" genoemd.

## Sint-Jorisdoelen
Een van de markantste gebouwen aan de Tiendeweg is het gebouw  van het voormalige schuttersgilde Sint Joris, “de Doelen”. Na de opheffing van het schuttersgilde in 1795 heeft het gebouw diverse bestemmingen gehad. In het interieur zijn nog diverse 18e-eeuwse elementen bewaard gebleven, waaronder enkele geschilderde schoorsteenstukken. Het pand is in 1966 geregistreerd als monument en huisvest thans verschillende bedrijven.

## Etymologie
Er zijn meerdere verklaringen voor de herkomst van de naam Tiendeweg. In het Tijdschrift Nederlands Aardrijkskundig Genootschap werd gesteld dat de naam tiendeweg afgeleid zou zijn van tienweg en trekweg zou betekenen. Anderen brengen de naam in verband met "tienden", belastingen in natura, die via deze wegverbindingen zouden zijn afgevoerd.

## Huidige situatie
Thans is de Tiendeweg een winkelstraat met een gevarieerd en kleinschalig winkelbestand. Doordat de grote landelijke winkelketens zich niet in deze straat, maar zich vooral op de Kleiweg vestigden, heeft de Tiendeweg nog veel van oorspronkelijke karakter weten te behouden.
Straten en pleinen: Achter de Kerk · Achter de Vismarkt · Hoge Gouwe · Kleiweg · Lage Gouwe · Markt · Naaierstraat · Oosthaven · Spieringstraat · Tiendeweg · Turfmarkt · Westhaven

Sluizen: Donkere sluis · Hanepraaisluis · Havensluis · Ir. De Kock van Leeuwensluis · Julianasluis · Mallegatsluis · Moordrechtse Verlaat · Waaiersluis

Grachten en singels: Gouwe · Haven · Karnemelksloot · Turfmarkt · Turfsingel